# Sagittaria
Sagittaria é um gênero botânico de plantas aquáticas da família alismataceae.

## Espécies
| - Sagittaria chapmani - Sagittaria eatonii - Sagittaria filiformis - Sagittaria graminea - Sagittaria guyanensis - Sagittaria isoëtiformis - Sagittaria lancifolia - Sagittaria latifolia | - Sagittaria montevidensis - Sagittaria natans, - Sagittaria papillosa, - Sagittaria platyphylla - Sagittaria pusilla - Sagittaria sagittifolia - Sagittaria subulata |

## Classificação do gênero
| Sistema | Classificação                     | Referência               |
| ------- | --------------------------------- | ------------------------ |
| Linné   | Classe Monoecia, ordem Polyandria | Species plantarum (1753) |